# Ingeborg Kelch-Nolde
Ingeborg Kelch-Nolde (* 19. April 1914 in Ortelsburg, Ostpreußen; † 9. März 1997 in Paderborn)
war eine deutsche Bibliothekarin, Kunsthistorikerin und Journalistin.

## Leben
Ingeborg Kelch studierte an der Albertus-Universität Königsberg und promovierte 1938 im Hauptfach Kunstgeschichte zur Dr. phil. Sie war wissenschaftliche Assistentin am Prussia-Museum und nach seiner Schließung Journalistin am Königsberger Tageblatt. Am 23. September 1942 heiratete sie den Maler Franz Nolde.
In der Nachkriegszeit in Deutschland war sie Journalistin für Kölner Zeitungen. Nachdem sie nebenbei das Examen als Diplom-Bibliothekarin gemacht hatte, war sie Bibliothekarin bei der Stadt Hagen. Daneben schrieb sie Berichte über Bildende Kunst. 1975 wurde sie stellvertretende Büchereidirektorin. Im Ruhestand arbeitete sie an ostpreußischen Künstlerkatalogen. Sie starb kurz vor ihrem 83. Geburtstag.

## Werke
- mit Jörn Barfod: Heinrich Bromm 1910–1941. Ein ostpreußischer Maler. Husum 1995, ISBN 978-3-88042-753-2
- Kunstakademie Königsberg 1845–1945 – Biographien der Direktoren, Lehrer und Schüler, S. 65–94, Liste (Universität Mainz) (PDF; 322 kB)